# Hilmar Meincke Krohg
Hilmar Meincke Krohg (1. januar 1776 i Trondhjem – 13. august 1851 på Nøjsomhed ved Molde) var en norsk amtmand, søn af generalvejmester Nicolai Frederik Krohg. 
Fra sin fødebys katedralskole blev han student 1794, opholdt sig 1795-97 i Norge og tog juridisk eksamen 1799. Efter i nogen tid at have gjort tjeneste i kancelliet og som Frederik Moltkes privatsekretær drog han 1801 med titel af kancellisekretær til Norge og levede på en ejendom ved Trondhjem, indtil han 1807 udnævntes til amtmand i Finmarken. 1811 blev han forflyttet til Nordre Bergenhus Amt og samme år til Romsdals Amt, hvilket han tiltrådte umiddelbart efter sin fratrædelse af Finmarken. 1811-januar 1814 var han konstitueret stiftamtmand i Trondhjems Stift. Som amtmand i Romsdal tog han afsked 1840 med tilkjendegivelse af kongens "naadigste Tilfredshed med hans lange og tro Tjeneste". 
1814 mødte han på rigsforsamlingen og valgtes senere til amtets første repræsentant ved Stortingene 1814, 1818 (da han ikke kunde møde), 1824 og 1830. 1826 berejste han Finmarken som formand i den kongelige kommission, der havde at foreslå midler til amtets opkomst. Da han tog afsked, blev der af Molde og Aalesunds kommuner slået en medalje til hans erindring, amtsformandskabets medlemmer subskriberede 1841 til et legat i samme øjemed, og de 2 nævnte kommuner rejste et mindesmærke på hans grav. Krohg døde på sin gård Nøjsomhed ved Molde 13. august 1851. 
28. januar 1810 blev han Ridder af Dannebrog, 7. september 1818 Ridder af Nordstjerneordenen, 29. august 1832 Kommandør af Vasaordenen og blev 7. september 1843 Storkors af Vasaordenen.
Gift 31. marts 1803 med Cecilia Edel Sophie Stub (1786-1864). Han var far til Otto Theodor Krohg.